# 下陆区
下陆区是中国湖北省黄石市所辖的一个市辖区。总面积为75平方公里，常住人口为21.52万人。

## 行政区划
下陆区下辖4个街道办事处：
团城山街道、新下陆街道、老下陆街道、东方山街道和长乐山工业园管理委员会。

## 人口
根據第七次全國人口普查結果，截至2020年11月1日零時，下陸區常住人口215181人。

## 交通
- 武九客运专线：黄石北站